# Noelia Voigt
Noelia Victoria Voigt (sinh ngày 1 tháng 11 năm 1999) là một người mẫu và hoa hậu người Mỹ từng đăng quang Hoa hậu Mỹ 2023. Cô sẽ đại diện cho Hoa Kỳ tại cuộc thi Hoa hậu Hoàn vũ 2023 vào ngày 18 tháng 11 năm 2023 tại El Salvador.

## Tiểu sử
Cô sinh ra ở Sarasota, Florida với mẹ là người Venezuela, Jackeline Coromoto Briceño đến từ Zulia, và cha là người Mỹ, Jack David Voigt, một cầu thủ bóng chày chuyên nghiệp. Voigt vào Đại học Alabama ở Tuscaloosa, Alabama để theo đuổi bằng cử nhân về thiết kế nội thất.

## Cuộc thi sắc đẹp

### Hoa hậu Mỹ 2023
Sau khi giành vị trí Á hậu 1 tại Hoa hậu Alabama Hoa Kỳ lần thứ hai liên tiếp, cô chuyển đến Thành phố Salt Lake, Utah vào tháng 4 năm 2023 và tranh danh hiệu Hoa hậu Utah Hoa Kỳ 2023. Sau khi giành chiến thắng trong cuộc thi ở bang nhận nuôi, cô đã giành được danh hiệu Hoa hậu. quyền đại diện cho Utah tại Hoa hậu Mỹ 2023 vào ngày 29 tháng 9 năm 2023 tại Reno, Nevada, trở thành chủ nhân danh hiệu tiểu bang người Mỹ gốc Venezuela đầu tiên của họ.
Tại cuộc thi, sau khi vượt qua Top 20 ở phần thi áo tắm và trang phục dạ hội, cô đã lọt vào Top 5 cùng các đại diện đến từ Hawaii, Pennsylvania, Texas và Wisconsin. Ở vòng hỏi đáp cuối cùng, Noelia được hỏi: “Là đại sứ thương hiệu cho Hoa hậu Mỹ, bạn sẽ đóng góp gì cho tổ chức?” mà cô ấy đã trả lời:

Tôi tin rằng khả năng kết nối với mọi người là tài sản cực kỳ quan trọng mà một Hoa hậu Mỹ nên có. Hợp chủng quốc Hoa Kỳ là một quốc gia vô cùng đa dạng, có lẽ là một trong những quốc gia đa dạng nhất trên toàn thế giới. Vì vậy, việc có thể kết nối với mọi người là điều quan trọng. Là một phụ nữ Mỹ gốc Venezuela song ngữ, tôi dự định kết nối với cộng đồng người đó vì Hợp chủng quốc Hoa Kỳ là một quốc gia đa dạng và Hoa hậu Hoa Kỳ cần có khả năng đại diện cho mọi cộng đồng bất kể xuất thân, chủng tộc, dân tộc của họ, bất cứ điều gì và tôi muốn trở thành Hoa hậu Mỹ.

Noelia cuối cùng đã được trao vương miện bởi đương kim sắp mãn nhiệm Morgan Romano của North Carolina với tư cách là Hoa hậu Hoa Kỳ 2023, trở thành người chiến thắng người Mỹ gốc Venezuela đầu tiên và người chiến thắng người gốc Tây Ban Nha thứ năm sau Laura Harring năm 1985, Lynnette Cole năm 2000, Susie Castillo năm 2003 và Nia Sanchez năm 2014. Cô trở thành người phụ nữ thứ ba từ Utah đăng quang Hoa hậu Mỹ sau 63 năm. Chiến thắng của cô đã giúp cô có quyền đại diện cho Hoa Kỳ tại cuộc thi Hoa hậu Hoàn vũ 2023, được tổ chức tại El Salvador vào ngày 18 tháng 11.